# Chris Weidman
Christopher James 'Chris' Weidman (geboren op 17 juni 1984 in Baldwin, New York) is een Amerikaanse MMA-vechter. Hij werd in juli 2013 wereldkampioen middengewicht (tot 84 kilo) van de UFC en bleef dat tot hij in december 2015 de titel verloor aan Luke Rockhold.

## Achtergrond
Weidman is de middelste van drie kinderen. Hij is van Ierse en Duitse afkomst. Op jonge leeftijd begon hij met worstelen en werd kampioen in diverse competities en stijlen. Later behaalde hij tweemaal de status 'All-American' en ging daarna naar de Hofstra-universiteit waar hij tweemaal NCAA I-kampioen werd. Hij studeerde af in psychologie.
Weidman werd gevraagd om enkele worsteltrainingen te geven aan de BJJ-school van Matt en Nick Serra. Aldaar leerde Weidman zelf grapplingtechnieken en deed na drie maanden training mee aan een grappling-toernooi. Hij won alle 13 wedstrijden via submission.
Later probeerde hij zijn droom om zich te kwalificeren voor de Olympische Spelen te verwezenlijken maar dit lukte niet. Hij kwam in contact met Ray Longo, een bekende MMA-coach die gespecialiseerd is kickboks-technieken. Longo zag dat Weidman zeer getalenteerd was en overtuigde hem om zich volledig op MMA te richten.

## MMA

### Begin carrière en aanloop naar de top
Weidman begon zijn MMA-carrière in de organisatie Ring of Combat. Bij zijn derde partij won hij het kampioenschap en in zijn vierde partij verdedigde hij zijn titel succesvol. Op een bepaald moment werd hij gebeld door de UFC. Er was namelijk een gevecht gepland in een termijn van slechts twee weken (op 3 maart 2011) maar een van de vechters, Rafael Natal, had zich geblesseerd en men was heftig op zoek naar een goede vervanger om tegen veteraan Alessio Sakara te vechten. Weidman nam het aanbod aan en verbaasde het publiek door Sakara te domineren en een unanieme jurybeslissing te pakken. Voor zijn volgende UFC-gevecht verving hij de geblesseerde Court McGee en versloeg hij Jesse Bongfeldt met een guillotine-verwurging in de eerste ronde. Ook in zijn derde gevecht had hij niet veel tijd nodig; Tom Lawlor verloor zijn bewustzijn tijdens een verwurging in de eerste ronde.
In zijn volgende gevecht verving hij wederom een geblesseerde vechter, Mark Muñoz en had nu elf dagen om zich voor te bereiden. Hij streed tegen potentieel titelkandidaat Demian Maia en versloeg hem via een unanieme jurybeslissing. Weidman streed op 11 juli 2012 tegen Mark Muñoz en versloeg hem op dominante wijze; in de eerste ronde met worsteltechnieken en in de tweede ronde maakte hij het gevecht af via een knock-out. Hij zou hierna strijden tegen Tim Boetsch, maar vanwege een blessure moest Weidman ditmaal zelf afhaken.

### UFC-kampioenschap
Vanwege orkaan Sandy was Weidman een jaar uit de roulatie. Omdat hij een reeks overwinningen had en enkele topvechters had verslagen, mocht hij tegen Anderson Silva vechten om de UFC-titel in het middengewicht. Silva had op dat moment nog nooit verloren sinds zijn komst naar de UFC, bezat een reeks van zeventien opeenvolgende overwinningen in de voorbije zeven jaar en had zijn titel tien keer succesvol verdedigd. In de eerste ronde van hun gevecht op 6 juli 2013 hield Weidman Silva op de grond met zijn worsteltechnieken en wist redelijk wat stoten te landen. Silva wist te ontsnappen en was op het eind van de ronde dominant met zijn kickbokstechnieken. In de tweede ronde probeerde Silva verbaal en non-verbaal Weidman uit te dagen, zoals hij dat ook soms bij andere vechters deed om deze uit de tent te lokken. Weidman liet zich niet van zijn stuk brengen en sloeg Silva knock-out, waarmee hij de UFC-titel in het middengewicht overnam.
Omdat Silva jarenlang zo dominant geweest was besloot de UFC om hem een directe herkansing te geven tegen Weidman, vijf maanden later. De eerste ronde begon bijna exact hetzelfde als in hun eerste gevecht, maar dit keer wist Silva niet te ontsnappen en het gevecht bleef op de grond met een dominante Weidman. In de tweede ronde begonnen de vechters staand. Silva probeerde Weidman te raken met enkele trappen. Silva trapte met zijn rechterbeen naar de linkerknie van Weidman, maar die blokkeerde de trap met zijn scheenbeen. Silva brak hierbij zijn scheen- en kuitbeen. Weidman won zodoende via een technische knock-out.
Weidman zou hierna strijden tegen Vitor Belfort, maar Belfort trok zich terug. Voormalig UFC-kampioen in het lichtzwaargewicht Lyoto Machida werd naar voren geschoven als uitdager op 5 juli 2014. Weidman won via een unanieme jurybeslissing. Zijn eerstvolgende partij volgde tien maanden later, ditmaal wel tegen Belfort. Weidman won door middel van een technische knock-out in de eerste ronde. Hiermee kwam hij op dertien overwinningen en nul verliespartijen in zijn profcarrière tot op dat moment.

### Verlies titel
Weidmans volgende tegenstander was Luke Rockhold, van 2011 tot 2013 de laatste Strikeforce-wereldkampioen middengewicht. De twee deelden in de eerste twee ronden over en weer uit, waarna Weidman in het begin van ronde drie miste toen hij een draaiende trap inzette. Rockhold maakte hiervan gebruik door op zijn rug te klimmen en hem naar de grond te werken. De rest van de ronde bleef Rockhold op Weidmans rug zitten om hem vandaar te bewerken, zonder dat Weidman kans zag veel terug te doen. Hij ging na de bel met een op drie plaatsen opengeslagen gezicht naar de pauze. In de eerste helft van ronde vier klom Rockhold opnieuw op Weidmans rug en begon hij weer eenzijdig uit te delen, tot de scheidsrechter na 3.12 minuten in de ronde de partij beëindigde en Rockhold de nieuwe kampioen was. Een onmiddellijke rematch zou plaatsvinden op 4 juni 2016, maar Weidman trok zich 2,5 week voor het gevecht geblesseerd terug vanwege een nekhernia.
Weidman onderging in juni 2016 een hernia-operatie en keerde op 12 november 2016 terug in het strijdperk. Yoel Romero versloeg hem die dag middels knock-out in de derde ronde van hun gevecht. Nadat Weidman een vliegende kniestoot en direct daarna enkele vervolgklappen incasseerde, stopte de scheidsrechter het gevecht. Weidman verloor in april 2017 voor de derde keer op rij en ook voor de derde keer op basis van een (technische) knock-out. Ditmaal was de Armeens-Nederlandse Gegard Mousasi hem binnen twee ronden de baas. Over de afloop ontstond binnen de octagon enige verwarring. Mousasi gaf Weidman twee kniestoten tegen het hoofd terwijl de Amerikaan een hand aan de grond had. Dit mocht voorheen niet, maar door gewijzigde regelgeving inmiddels wel. De scheidsrechter onderbrak daarom in eerste instantie het gevecht, om er bij nader inzien achter te komen dat de kniestoten legaal waren. Weidman liep hierbij zoveel schade op dat de ringartsen besloten dat hij niet door kon vechten.
Weidman kwam in juli 2017 voor het eerst in 26 maanden weer tot een overwinning. Hij versloeg Kelvin Gastelum door die in de derde ronde van hun gevecht tot submissie te dwingen. Ronaldo Souza bracht hem in november 2018 vervolgens zijn vierde nederlaag toe, tevens zijn vierde door knock-out. Weidman debuteerde op 18 oktober 2019 in het lichtzwaargewicht (tot 93 kilo) in een gevecht tegen Dominick Reyes. Die sloeg hem na 1.43 in de eerste ronde knock-out. Weidman won in augustus 202 van Omari Akhmedov, maar verloor daarna weer van achtereenvolgens Uriah Hall en Brad Tavares. Tussen die twee gevechten verstreek bijna 2,5 jaar omdat Weidman tegen Hall zowel zijn kuitbeen als zijn scheenbeen brak. Het vergde meerdere operaties voor hij van die blessure herstelde.

## Kampioenschappen en prestaties

### Mixed martial arts
- Ultimate Fighting Championship
  - UFC Middengewicht Kampioenschap (1x, voormalig kampioen)
  - Titel succesvol verdedigd (2x)
  - Gevecht van de Avond (1x)
  - Knock-out van de Avond (2x)
  - Submission van de Avond (1x)
  - 2013 Knock-out van het Jaar (tegen Anderson Silva op 6 juli 2013)
- Ring of Combat
  - ROC Middengewicht Kampioenschap (1x)
- World MMA Awards
  - 2012 Doorbraak van het Jaar
  - 2013 Vechter van het Jaar
- Yahoo! Sports.com
  - 2013 Mannelijke Vechter van het Jaar
- MMAValor.com
  - 2013 Vechter van het Jaar
- Inside MMA
  - 2013 Bazzie Award voor Verrassing van het Jaar (tegen Anderson Silva op 6 juli 2013)
- MMA Nuts.com
  - 2013 Knock-out van het Jaar (tegen Anderson Silva op 6 juli 2013)
- MMAInsider.net
  - 2013 Knock-out van het Jaar (tegen Anderson Silva op 6 juli 2013)
  - 2013 Verrassing van het Jaar (tegen Anderson Silva op 6 juli 2013)
  - 2013 Moment van het Jaar (tegen Anderson Silva op 6 juli 2013)
- Sherdog
  - 2013 Knock-out van het Jaar (tegen Anderson Silva op 6 juli 2013)
- MMA Freak.com
  - 2013 Knock-out van het Jaar (tegen Anderson Silva op 6 juli 2013)
  - 2013 Verrassing van het Jaar (tegen Anderson Silva op 6 juli 2013)
  - 2013 Moment van het Jaar (tegen Anderson Silva op 6 juli 2013)
  - 2013 Vechter van het Jaar

### Collegiale worstelen
- National Collegiate Athletic Association
  - NCAA Division I All-American (2006, 2007)
  - NCAA Division I 197 lbs – plaats 6, Hofstra-universiteit (2006)
  - NCAA Division I 197 lbs – plaats 3, Hofstra-universiteit (2007)
- National Junior College Athletic Association
  - NJCAA All-American Team (2x)